# 阿图罗·阿劳霍
阿图罗·阿劳霍·法哈多（西班牙語：Arturo Araujo Fajardo，1878年—1967年12月1日），萨尔瓦多政治人物、工程师。出生于种植园主家庭，早年在英国留学，后返回萨尔瓦多从政并建立社會民主主義政党萨尔瓦多工党，1931年初当选萨尔瓦多总统，成为该国第一位通过公正选举当选的总统，但仅在任九个月即遭军人政变推翻而下台。

## 早年生涯
阿图罗·阿劳霍出生于萨尔瓦多圣特克拉的一个咖啡种植园主家庭，前总统曼努埃爾·恩里克·阿勞霍是他的远亲，而父亲欧亨尼奥·阿劳霍（西班牙語：Eugenio Araujo）则曾在托馬斯·雷加拉多政府内担任部长。阿劳霍早年在英国伦敦大学学习工程学，在此期间他遇到了他将来的妻子朵拉；还接受了英国工党的思想，这对他后来回国从政的施政方针造成了一定的影响。1917年，萨尔瓦多发生了6.7级地震，不少城市被震毁，阿劳霍捐出了25万科朗，以资助亚美尼亚镇的重建工作。
阿图罗·阿劳霍主张保护工人阶级的权益，反对梅倫德斯和基尼奧內斯王朝在萨尔瓦多的独裁统治，因此，他曾于1920年代初在洪都拉斯起兵，试图推翻当时执政的豪尔赫·梅伦德斯，但最终失败，尽管如此，他还是得到了不少萨尔瓦多底层民众的支持。

## 担任总统
1927年，阿方索·基尼奥内斯·莫利纳辞职，梅倫德斯和基尼奧內斯王朝结束，皮奥·罗梅罗·博斯克成为萨尔瓦多总统，皮奥在位期间，允许反对执政党的国家民主党等政党的活动，阿图罗·阿劳霍也开始在萨尔瓦多政坛活跃起来，创立了萨尔瓦多工党:79-80；1931年，阿图罗·阿劳霍参加了当年的总统大选，此次选举被历史学家认为是萨尔瓦多历史上第一次自由公正的选举:152:41。他的竞争对手有罗梅罗·博斯克任内的国防部长阿尔贝托·戈麦斯·萨拉特，以及军官马克西米利亚诺·埃尔南德斯·马丁内斯等人:152。埃尔南德斯·马丁内斯及萨尔瓦多共产党支持阿图罗·阿劳霍，因此，阿图罗最终以46.65%的相对多数票击败了戈麦斯·萨拉特，成为萨尔瓦多的新任总统:153:47。萨国军方尽管支持戈麦斯·萨拉特，仍承认了阿图罗的胜选:153。这期间，萨尔瓦多共产党也在一些市政选举中取得胜利:59。
1931年3月1日，阿图罗·阿劳霍接替皮奥·罗梅罗·博斯克，正式就任萨尔瓦多总统，而支持阿图罗的军人马丁内斯则担任副手兼任国防部长。阿劳霍执政伊始，萨尔瓦多就因经济大萧条持续遭遇社会动荡:154。为改善经济，阿劳霍削减了军队预算，并勒令一些军官退休:154-155，不过他并没有对剝削性的資本主義制度及政策进行根本的改革:80-81；阿劳霍削减军队预算等措施，招致了军方的强烈反对，因此，包括马丁内斯在内的军方最终发动军事政变推翻了阿劳霍，并建立了过渡军政府:154-155:59-60。过渡军政府于成立两天后解散，并由马丁内斯接任代总统:81，阿劳霍的下台，也标志着萨尔瓦多长达四十八年的军政府统治的开始:6-8。

## 流亡与逝世
阿图罗·阿劳霍被军政府推翻后，被迫流亡到邻国危地马拉，而他所领导的萨尔瓦多工党也随即遭到马丁内斯军政府的取缔:152。后来，阿劳霍被允许回到萨尔瓦多，并最终于1967年12月1日在首都圣萨尔瓦多逝世。